# Paratrachelophorus
Paratrachelophorus es un género de gorgojos de la familia Attelabidae. Esta es la lista de especies que lo componen:
- Paratrachelophorus belokobylskii
- Paratrachelophorus brachmanus
- Paratrachelophorus daliensis
- Paratrachelophorus erosus
- Paratrachelophorus foveostriatus
- Paratrachelophorus fukienensis
- Paratrachelophorus fulvus
- Paratrachelophorus gigas
- Paratrachelophorus kresli
- Paratrachelophorus longicornis
- Paratrachelophorus marsi
- Paratrachelophorus medvedevi
- Paratrachelophorus nodicornis
- Paratrachelophorus nodicornoides
- Paratrachelophorus potanini
- Paratrachelophorus sikkimensis